# Хропов
Хропов (слч. Chropov) насељено је мјесто са административним статусом сеоске општине (слч. obec) у округу Скалица, у Трнавском крају, Словачка Република.

## Становништво
| Година:    | 1994. | 2004.   | 2014.    | 2024.   |
| ---------- | ----- | ------- | -------- | ------- |
| Број људи: | 354   | 357     | 393      | 369     |
| Разлика:   |       | +0,84 % | +10,08 % | -6,10 % |

| Година:    | 2023. | 2024.   |
| ---------- | ----- | ------- |
| Број људи: | 373   | 369     |
| Разлика:   |       | -1,07 % |

Према подацима о броју становника из 2024. године насеље је имало 369 становника.